# 阿米拉·曼蘇爾
阿米拉·曼蘇爾（Amira Mansour，1991年5月3日—）是一名埃及射箭運動員，主攻女子反曲弓項目。她曾獲得非洲射箭錦標賽女子個人反曲弓亞軍。

## 外部連結
- World Archery （页面存档备份，存于）

,